# Chiesa di Nostra Signora del Rosario (Nulvi)
La chiesa di Nostra Signora del Rosario è un luogo di culto che si trova a Nulvi, centro abitato dell'Anglona nella Sardegna occidentale, in corso Vittorio Emanuele. L'edificio risulta attiguo alla chiesa parrocchiale della Beata Vergine Maria Assunta. Consacrata al culto cattolico, fa parte della diocesi di Tempio-Ampurias.
La chiesa, come testimonia l'architrave della porta laterale su cui è incisa la data di consacrazione, risale al 1630; per diverso tempo inagibile è stata riaperta ai fedeli nel 1997. La chiesa è impreziosita dalla presenza dell'altare di Sos Paladinos (dei paladini).

## Galleria d'immagini

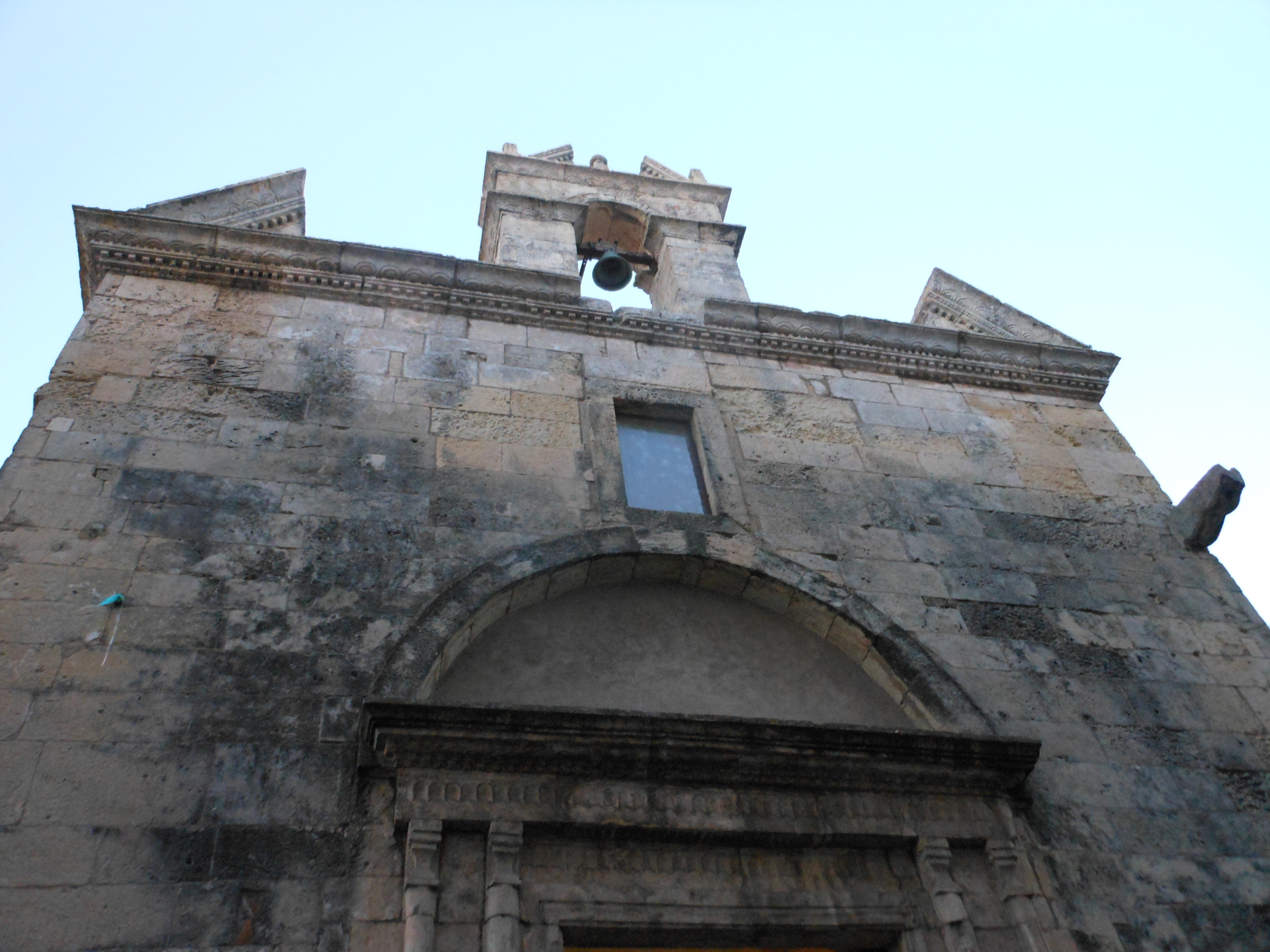
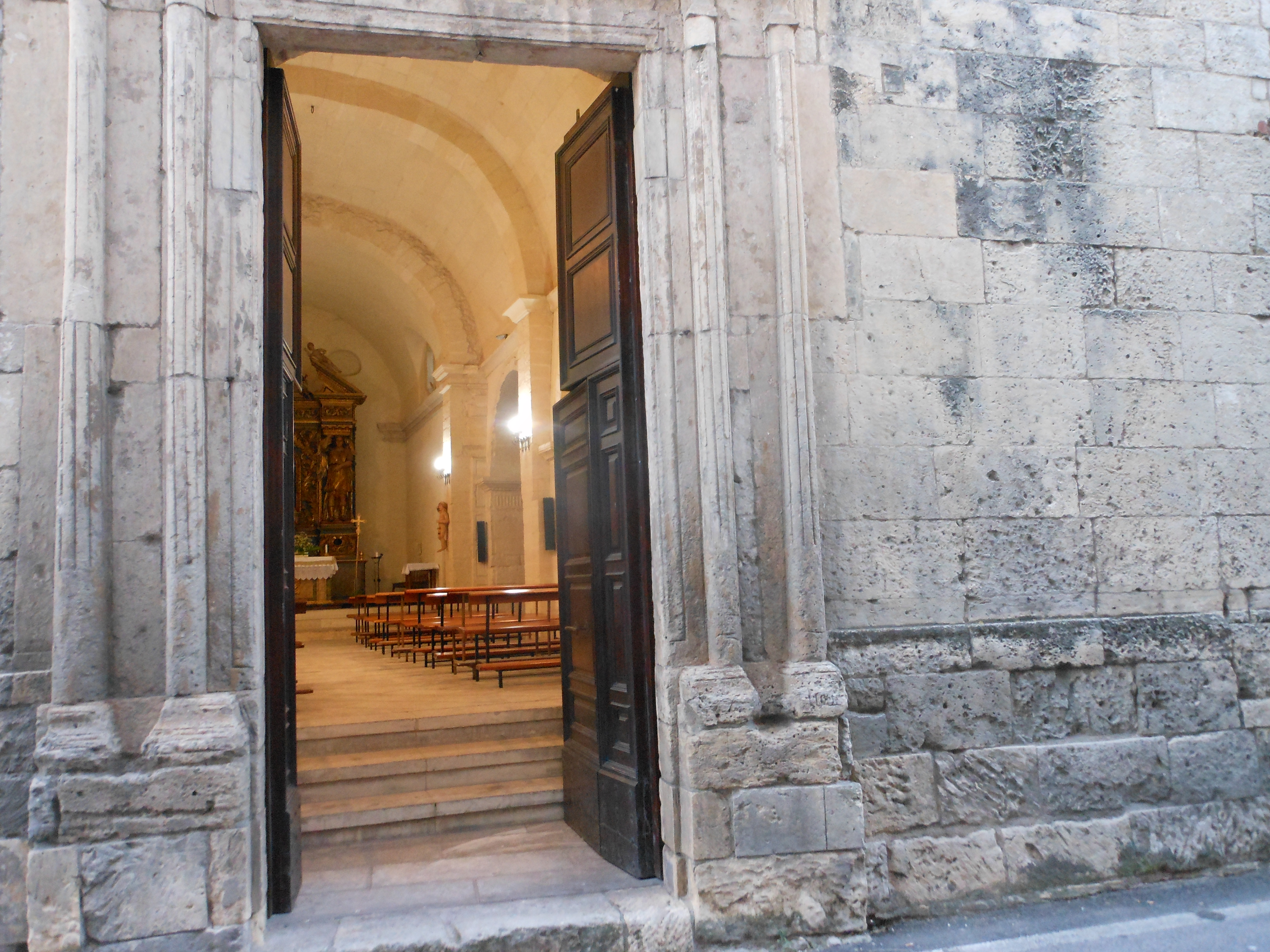
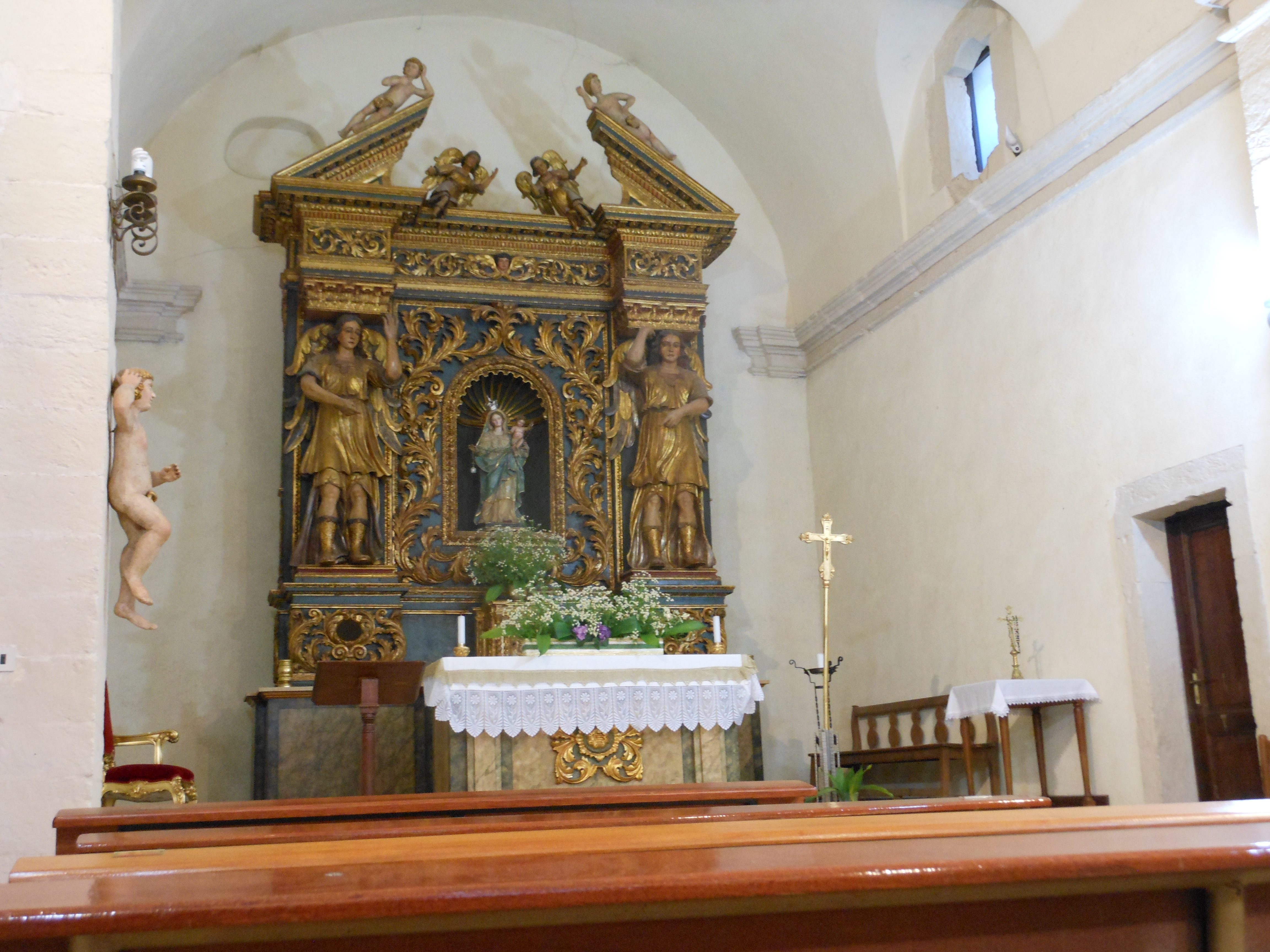
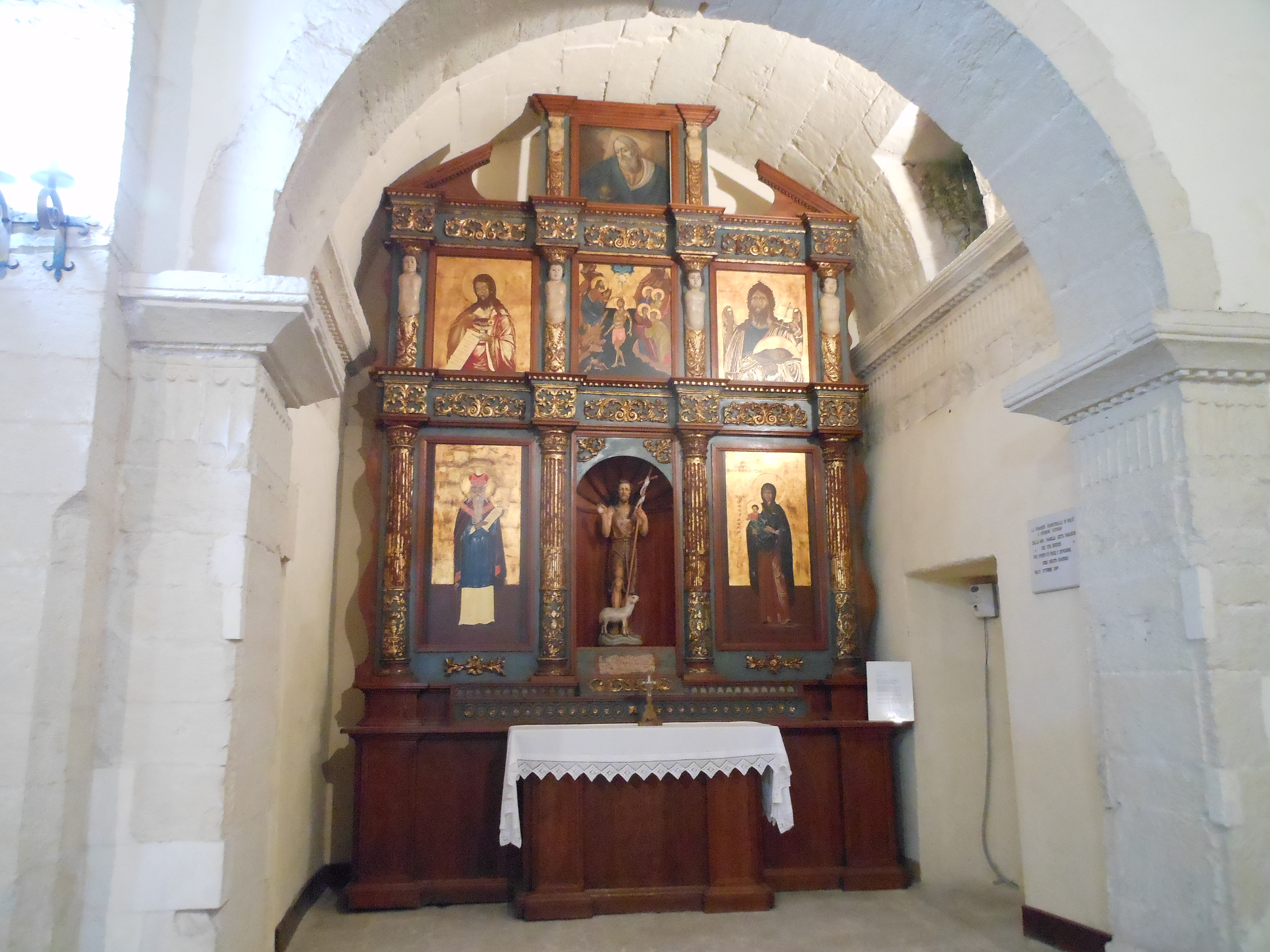